# Emmanuel Mayuka
Emmanuel Mayuka (Kabwe, 21 de novembro de 1990) é um futebolista zambiano que atua como atacante. Atualmente, joga pelo Southampton.

## Carreira
Mayuka representou o elenco da Seleção Zambiana de Futebol no Campeonato Africano das Nações de 2015.

## Títulos
Seleção Zambiana
- Copa das Nações Africanas: 2012

### Prêmios individuais
- 85º melhor jogador do ano de 2012 (The Guardian)[2]